# Listening (film, 2003)
 (juillet 2025).
Pour plus de détails, voir Fiche technique et Distribution.
Listening est un court métrage britannique réalisé par Kenneth Branagh et sorti en 2003.

## Synopsis
La rencontre d'un homme et d'une femme dans un spa, où il est interdit de se parler, ce qui ne va pas les empêcher de tomber amoureux.

## Fiche technique
- Titre original : Listening
- Réalisation : Kenneth Branagh
- Scénario : Kenneth Branagh
- Direction artistique : Tim Harvey
- Décors : Celia Bobak
- Costumes : Susan Coates
- Photographie : Alex Thomson (BSC)
- Son : Brian Simmons
- Montage : Neil Farrell
- Production : David Barron, Malory Clifford
- Production déléguée : Stuart Bailey, Simon Moseley
- Production associée : Terry Pritchard, Phil Stoole, Tamar Thomas
- Société de production : Blackfriars Productions
- Pays d'origine :  Royaume-Uni
- Langue originale : anglais
- Format : couleur — 35 mm
- Genre : Comédie dramatique
- Durée : 25 minutes
- Dates de sortie :
  - France : 3 octobre 2003

## Distribution
- Frances Barber : la femme
- Paul McGann : l'homme
- Nanette Newman : la propriétaire du spa

## Bande originale
- Concerto pour piano nº 5 de Ludwig van Beethoven, interprété par Alfred Brendel avec l'Orchestre philharmonique de Vienne dirigé par Simon Rattle